# 揺れ動く母親
『揺れ動く母親』（ゆれうごくははおや、仏語：Mère agitée）は、フランスの現代作家ナタリー・アズーレ（Nathalie Azoulai)の小説。2002年、フランスのSeuil社から出版された。主人公であるアズーレ本人と思しき母親の二児の育児体験が書かれている。各1ページから4ページのごく短い104の断章で構成されている。

## 内容
各断章では主人公である母親の育児体験が語られている。断章のタイトルには「帝王切開」「小児科医」「メランコリー」「散らかった部屋」などがある。タイトルが示す通り、断章の内容は多岐に渡り、具体的な体験から育児に対して抱く感情の吐露など、ヴァリエーションに富んだ内容である。各断章では二人の娘に対する愛情や、それと相反する娘たちへの忌避感など育児の喜びと困難が率直かつ詳細に語られており、フランスにおける伝統的な心理分析小説の手法がとられている。
基本的には、本作品は時系列順に内容が展開していくわけではなく、語られる出来事は時間軸上で行き来を繰り返す。一方で、作品冒頭部は出産について、終結部は育児の終了についての内容となっており、作品の開始と終了がそれぞれ育児の開始と終了に対応している。

## 書誌情報
- 『Mère Agitée』、ナタリー・アズーレ、Seuil、2002年、ISBN 9782020549820[3]